# Priscileo
Priscileo is een geslacht van uitgestorven buidelleeuwen die in het Oligoceen en Mioceen op het Australische continent leefden.

## Soorten
Priscileo pitikantensis uit het Laat-Oligoceen had het formaat van een huiskat en dit buideldier leefde waarschijnlijk in bomen, waar het op vogels, kleine zoogdieren en hagedissen joeg. Fossielen van deze soort zijn gevonden in de Tirariwoestijn.
Een tweede soort, Priscileo roskellyae, werd later ingedeeld in een nieuw geslacht Lekaneleo.